# Divisiones Regionales de la Región de Murcia 1971-72
Las divisiones regionales de fútbol son las categorías de competición futbolística de más bajo nivel en España, en las que participan deportistas aficionados, no profesionales. En las provincias de Murcia, Albacete y Alicante su administración corre a cargo de la Federación Regional Murciana de Clubes de Fútbol. Inmediatamente por encima de estas categorías estaba la Tercera División española.
En la temporada 1971-1972 las divisiones regionales se dividen en Regional Preferente, Primera Regional y Segunda Regional.
El campeón de la nueva Regional Preferente asciende a Tercera División.

## Regional Preferente

### Clasificación
|  |     | Equipos de fútbol         | PJ | G  | E  | P  | GF | GC  | Dif | Pts |
|  | --- | ------------------------- | -- | -- | -- | -- | -- | --- | --- | --- |
|  | 1.  | AD Hellín                 | 38 | 26 | 6  | 6  | 78 | 29  | +49 | 58  |
|  | 2.  | CF Lorca Deportiva        | 38 | 22 | 11 | 5  | 77 | 30  | +47 | 55  |
|  | 3.  | Imperial CF               | 38 | 21 | 10 | 7  | 71 | 37  | +34 | 52  |
|  | 4.  | UD Altea                  | 38 | 20 | 7  | 11 | 58 | 52  | +6  | 47  |
|  | 5.  | Alicante CF               | 38 | 19 | 7  | 12 | 53 | 40  | +13 | 45  |
|  | 6.  | Albacete Balompié         | 38 | 19 | 6  | 13 | 60 | 43  | +17 | 44  |
|  | 7.  | Crevillente Industrial CF | 38 | 18 | 8  | 12 | 50 | 40  | +10 | 44  |
|  | 8.  | Atlético Muleño           | 38 | 18 | 7  | 13 | 65 | 48  | +17 | 43  |
|  | 9.  | SD Villajoyosa            | 38 | 18 | 6  | 14 | 63 | 51  | +12 | 42  |
|  | 10. | Yeclano CF                | 38 | 16 | 10 | 12 | 44 | 46  | -2  | 42  |
|  | 11. | Novelda CF                | 38 | 13 | 12 | 13 | 59 | 58  | +1  | 38  |
|  | 12. | CD Villena                | 38 | 14 | 9  | 15 | 51 | 49  | +2  | 37  |
|  | 13. | CD La Unión               | 38 | 14 | 8  | 16 | 55 | 65  | -10 | 36  |
|  | 14. | AP Almansa                | 38 | 14 | 7  | 17 | 44 | 47  | -3  | 35  |
|  | 15. | CD Santa Pola             | 38 | 10 | 15 | 13 | 38 | 50  | -12 | 35  |
|  | 16. | Orihuela Deportiva CF     | 38 | 12 | 7  | 19 | 55 | 57  | -2  | 31  |
|  | 17. | CD Torre Pacheco          | 38 | 7  | 9  | 22 | 34 | 78  | -44 | 23  |
|  | 18. | CD San Vicente            | 38 | 6  | 10 | 22 | 36 | 65  | -29 | 22  |
|  | 19. | Olímpico Juvenil          | 38 | 5  | 11 | 22 | 39 | 64  | -25 | 21  |
|  | 20. | Rayo Ibense CF            | 38 | 2  | 6  | 30 | 35 | 116 | -81 | 10  |

Pts = Puntos; PJ = Partidos Jugados; G = Partidos Ganados; E = Partidos Empatados; P = Partidos Perdidos; GF = Goles Anotados; GC = Goles Recibidos
|  | Asciende a Tercera División  |
|  | Desciende a Primera Regional |

### Promoción de ascenso a Tercera División
| Ida; 11 de junio de 1972 | CF Lorca Deportiva | 2:2 | CD Calvo Sotelo Andorra |  |  |

| Vuelta; 18 de junio de 1972 | CD Calvo Sotelo Andorra | 2:0 | CF Lorca Deportiva |  |  |

### Promoción de permanencia
| Ida; 11 de junio de 1972 | Pinatar CF | 1:2 | Orihuela Deportiva CF |  |  |

| Vuelta; 18 de junio de 1972 | Orihuela Deportiva CF | 2:2 | Pinatar CF |  |  |

| Ida; 11 de junio de 1972 | Águilas CF | 0:1 | CD Torre Pacheco |  |  |

| Vuelta; 18 de junio de 1972 | CD Torre Pacheco | 1:1 | Águilas CF |  |  |

## Primera Regional

### Clasificación
|  |     | Equipos de fútbol      | PJ | G  | E  | P  | GF | GC | Dif | Pts |
|  | --- | ---------------------- | -- | -- | -- | -- | -- | -- | --- | --- |
|  | 1.  | CD Cieza               | 36 | 23 | 7  | 6  | 77 | 26 | +51 | 53  |
|  | 2.  | Abarán CF              | 36 | 19 | 11 | 6  | 70 | 36 | +34 | 49  |
|  | 3.  | Pinatar CF             | 36 | 19 | 11 | 6  | 75 | 36 | +39 | 49  |
|  | 4.  | Águilas CF             | 36 | 18 | 9  | 9  | 63 | 40 | +23 | 45  |
|  | 5.  | CD Almoradí            | 36 | 17 | 10 | 9  | 55 | 37 | +18 | 44  |
|  | 6.  | CD Mar Menor           | 36 | 18 | 7  | 11 | 64 | 50 | +14 | 43  |
|  | 7.  | OJE Bullense           | 36 | 17 | 4  | 15 | 52 | 53 | -1  | 38  |
|  | 8.  | Caravaca CF            | 36 | 16 | 4  | 16 | 59 | 65 | -6  | 36  |
|  | 9.  | CR Repesa              | 36 | 13 | 9  | 14 | 51 | 49 | +2  | 35  |
|  | 10. | Sax CF                 | 36 | 13 | 8  | 15 | 53 | 63 | -10 | 34  |
|  | 11. | Muchamiel CF           | 36 | 13 | 8  | 15 | 61 | 65 | -4  | 34  |
|  | 12. | Cotillas FJ            | 36 | 13 | 8  | 15 | 52 | 56 | -4  | 34  |
|  | 13. | Mazarrón CF            | 36 | 14 | 3  | 19 | 63 | 60 | +3  | 31  |
|  | 14. | CD Petrel              | 36 | 10 | 10 | 16 | 36 | 74 | -38 | 30  |
|  | 15. | Jijona CF              | 36 | 11 | 5  | 20 | 55 | 74 | -19 | 27  |
|  | 16. | Benidorm CD            | 36 | 10 | 9  | 17 | 55 | 52 | +3  | 26  |
|  | 17. | Deportiva Minera       | 36 | 10 | 6  | 20 | 48 | 71 | -23 | 26  |
|  | 18. | Atlético Petrelense CF | 36 | 8  | 10 | 18 | 39 | 67 | -28 | 26  |
|  | 19. | CR Patiño              | 36 | 8  | 5  | 23 | 34 | 88 | -54 | 21  |
|  | 20. | CD Caudetano           | 0  | 0  | 0  | 0  | 0  | 0  | 0   | 0   |

Pts = Puntos; PJ = Partidos Jugados; G = Partidos Ganados; E = Partidos Empatados; P = Partidos Perdidos; GF = Goles Anotados; GC = Goles Recibidos
|  | Asciende a Regional Preferente |
|  | Desciende a Segunda Regional   |

## Segunda Regional

### Clasificación Grupo 1
|  |     | Equipos de fútbol          | PJ | G  | E | P  | GF | GC | Dif | Pts |
|  | --- | -------------------------- | -- | -- | - | -- | -- | -- | --- | --- |
|  | 1.  | Espinardo CF               | 32 | 21 | 4 | 7  | 92 | 36 | +56 | 46  |
|  | 2.  | CP Pozo Cañada             | 32 | 18 | 7 | 7  | 65 | 39 | +26 | 43  |
|  | 3.  | Club Juventud Alcantarilla | 32 | 16 | 8 | 8  | 61 | 38 | +23 | 40  |
|  | 4.  | AD Cieza                   | 32 | 15 | 8 | 9  | 48 | 39 | +9  | 38  |
|  | 5.  | Alcantarilla CF            | 32 | 15 | 7 | 9  | 47 | 38 | +9  | 37  |
|  | 6.  | CD Ceutí                   | 32 | 15 | 6 | 11 | 63 | 46 | +17 | 36  |
|  | 7.  | CD Ilorcitano              | 32 | 14 | 6 | 12 | 58 | 31 | +27 | 34  |
|  | 8.  | Blanca OJE                 | 32 | 13 | 7 | 12 | 47 | 52 | -5  | 33  |
|  | 9.  | Alguazas OJE               | 32 | 13 | 8 | 10 | 47 | 43 | +4  | 32  |
|  | 10. | CD Pliego                  | 32 | 12 | 7 | 13 | 47 | 40 | +7  | 31  |
|  | 11. | El Palmar CF               | 32 | 11 | 5 | 16 | 50 | 56 | -6  | 27  |
|  | 12. | Atlético Salesianos        | 32 | 9  | 8 | 15 | 41 | 49 | -8  | 26  |
|  | 13. | CD Molinense               | 32 | 12 | 2 | 18 | 47 | 53 | -6  | 26  |
|  | 14. | CD Tobarra                 | 32 | 12 | 4 | 16 | 46 | 65 | -19 | 25  |
|  | 15. | Calasparra CF              | 32 | 7  | 6 | 19 | 41 | 75 | -34 | 20  |
|  | 16. | Fortuna CD                 | 32 | 8  | 4 | 20 | 42 | 93 | -51 | 20  |
|  | 17. | Archena CF                 | 32 | 7  | 7 | 18 | 40 | 89 | -49 | 19  |

Pts = Puntos; PJ = Partidos Jugados; G = Partidos Ganados; E = Partidos Empatados; P = Partidos Perdidos; GF = Goles Anotados; GC = Goles Recibidos
|  | Asciende a Primera Regional |

### Clasificación Grupo 2
|  |     | Equipos de fútbol     | PJ | G  | E | P  | GF  | GC  | Dif | Pts |
|  | --- | --------------------- | -- | -- | - | -- | --- | --- | --- | --- |
|  | 1.  | Calpe CF              | 34 | 28 | 4 | 2  | 106 | 19  | +87 | 60  |
|  | 2.  | UD Benidorm           | 34 | 28 | 3 | 3  | 94  | 26  | +68 | 59  |
|  | 3.  | CD San Juan           | 34 | 20 | 8 | 6  | 94  | 39  | +55 | 48  |
|  | 4.  | UD Aspense            | 34 | 21 | 4 | 9  | 92  | 50  | +42 | 46  |
|  | 5.  | Pinoso CF             | 34 | 21 | 3 | 10 | 68  | 39  | +29 | 45  |
|  | 6.  | Bañeres UD            | 34 | 18 | 4 | 12 | 76  | 72  | +4  | 40  |
|  | 7.  | Rigas CF              | 34 | 16 | 5 | 13 | 57  | 48  | +9  | 37  |
|  | 8.  | UD Onil               | 34 | 14 | 4 | 16 | 54  | 50  | +4  | 32  |
|  | 9.  | SD Castalla           | 34 | 13 | 5 | 16 | 55  | 65  | -10 | 31  |
|  | 10. | CD Zahor Algueña      | 34 | 13 | 5 | 16 | 67  | 70  | -3  | 31  |
|  | 11. | CD Agostense          | 34 | 14 | 4 | 16 | 47  | 45  | +2  | 30  |
|  | 12. | Monforte CD           | 34 | 12 | 5 | 17 | 67  | 81  | -14 | 29  |
|  | 13. | CD Tapicerías Navarro | 34 | 11 | 6 | 17 | 48  | 55  | -7  | 28  |
|  | 14. | CD Sagrado Corazón    | 34 | 10 | 5 | 19 | 53  | 76  | -23 | 25  |
|  | 15. | CD Atlético Aspe      | 34 | 9  | 3 | 22 | 38  | 85  | -47 | 21  |
|  | 16. | AD Romanense          | 34 | 5  | 8 | 21 | 31  | 80  | -49 | 18  |
|  | 17. | CR Eldense            | 34 | 8  | 2 | 24 | 34  | 94  | -60 | 18  |
|  | 18. | Tibi DC               | 34 | 4  | 4 | 26 | 33  | 120 | -87 | 12  |

Pts = Puntos; PJ = Partidos Jugados; G = Partidos Ganados; E = Partidos Empatados; P = Partidos Perdidos; GF = Goles Anotados; GC = Goles Recibidos
|  | Asciende a Primera Regional |

### Clasificación Grupo 3
|  |     | Equipos de fútbol    | PJ | G  | E | P  | GF | GC  | Dif | Pts |
|  | --- | -------------------- | -- | -- | - | -- | -- | --- | --- | --- |
|  | 1.  | UD Alhameña          | 30 | 20 | 4 | 6  | 64 | 21  | +43 | 44  |
|  | 2.  | CD Lumbreras         | 30 | 18 | 8 | 4  | 60 | 32  | +28 | 44  |
|  | 3.  | Alone CF             | 30 | 18 | 6 | 6  | 67 | 35  | +32 | 42  |
|  | 4.  | CD Bala Azul         | 30 | 18 | 4 | 8  | 76 | 41  | +35 | 40  |
|  | 5.  | CD Dolores           | 30 | 18 | 4 | 8  | 65 | 39  | +26 | 40  |
|  | 6.  | Torrevieja CF        | 30 | 16 | 4 | 10 | 66 | 45  | +21 | 36  |
|  | 7.  | Callosa Deportiva CF | 30 | 14 | 6 | 10 | 70 | 50  | +20 | 34  |
|  | 8.  | Atlético Lorca       | 30 | 14 | 4 | 12 | 71 | 52  | +19 | 32  |
|  | 9.  | Fuente Álamo CF      | 30 | 14 | 3 | 13 | 44 | 62  | -18 | 31  |
|  | 10. | Atlético Orihuela    | 30 | 11 | 5 | 14 | 61 | 67  | -6  | 27  |
|  | 11. | CD Roldán            | 30 | 9  | 9 | 12 | 40 | 48  | -8  | 27  |
|  | 12. | CD Albatera          | 30 | 9  | 7 | 14 | 44 | 48  | -4  | 25  |
|  | 13. | CF Santomera         | 30 | 11 | 2 | 17 | 57 | 76  | -19 | 24  |
|  | 14. | CF Huercalense       | 30 | 9  | 4 | 17 | 45 | 66  | -21 | 16  |
|  | 15. | Beniel CF            | 30 | 2  | 5 | 23 | 33 | 96  | -63 | 5   |
|  | 16. | CD Algarense         | 30 | 1  | 1 | 28 | 34 | 119 | -85 | 3   |

Pts = Puntos; PJ = Partidos Jugados; G = Partidos Ganados; E = Partidos Empatados; P = Partidos Perdidos; GF = Goles Anotados; GC = Goles Recibidos
|  | Asciende a Primera Regional |